# ウォーム・ビズ
ウォーム・ビズ（WARM BIZ）とは、環境省が行ったキャンペーン、クール・ビズの秋冬版。過度に暖房に頼らず、摂氏20度以下の暖房の適温でも暖かく働きやすい取り組みを指す（実施期間は11月から3月まで）。具体的な服装としては、背広の場合、スリーピース（上着・スラックス・ベスト）となるが、衣服や職場環境の温度設定のみならず、食事や食物に対する提言も出ている。

## 概要
2005年8月、環境省が「秋冬のクール・ビズ」として提唱した。暖房による二酸化炭素排出の増加を抑えるため、室温を低め（摂氏20度以下）に設定することを呼びかけ、この室温でも快適に過ごすための服装として「働きやすく暖かく格好良い」ビジネススタイルとして位置づけている。
名称は「クール・ビズ」の対義語として「ホット・ビズ」などが予想されたが、環境省内の検討委員会により「ウォーム・ビズ（WARM BIZ）」が正式決定している。

### 産業界の動き
被服小売店舗もこの動きに協力し、スリーピースのスーツや、内側に着るベストやニットなどを積極的に販売展開した。
また人間の体は食事を取ることで一時的に体温が上がるが、この取り組みでは「より効果的に体が温まる食事」の提案を行うなど、生活スタイルそのものに対する情報も見られる。イトーヨーカ堂のポトフやクリームスープなど惣菜・弁当関係から東京ガスのホットドリンクや土鍋を使う料理（→鍋料理）、百貨店である髙島屋や三越の食材など、食に対する言及は幅広い。

### 家庭での動き
夏季は半袖半ズボンは当たり前になってきているが、冬季は高性能な断熱発熱下着やフリース、断熱発熱スリッパ（冬季でも床暖房いらず）などが、かなりの省エネ効果を発揮する。